# Бехзад, Хусейн

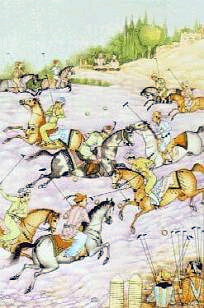
Поло в старой Персии, художник Хуссейн Бехзад. Стиль — персидская миниатюра.

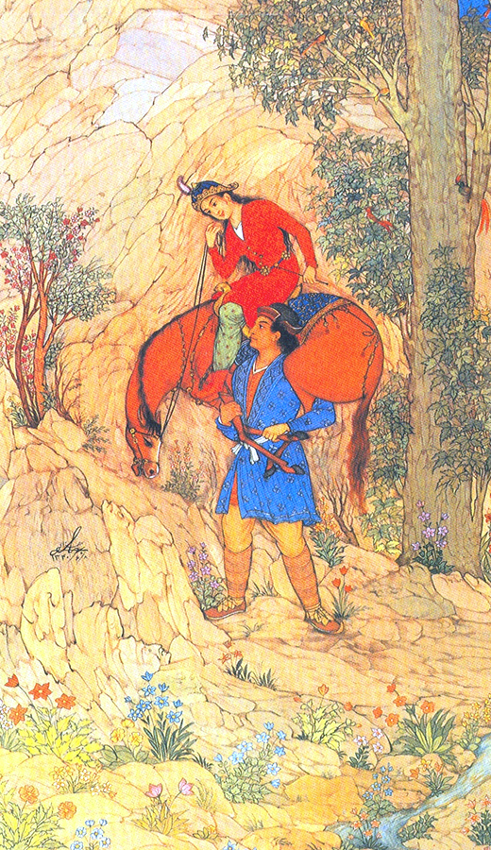
Миниатюра 1951 года работы Хусейна Бехзада, иллюстрирующая историю Фархад и Ширин.

Хусейн Бехзад (1894, Тегеран, Персия — 13 октября 1968, Тегеран, Иран) — талантливый иранский художник XX века, считается сильнейшим миниатюристом современного иранского искусства.
Был всемирно известен, имел множество наград.

## Детство и юность
Хусейн ещё в раннем детстве проявил свой талант художника. Позднее он так вспоминал об этом: «Неясное чувство тянуло меня к живописи, и взяв карандаш, я почувствовал себя, словно измученный жаждой человек, достигший прозрачного родника». Отец приветствовал художественный талант сына, устроив его учиться у Моллы Али. В семилетнем возрасте он остался без отца и без учителя, умерших от холеры. После этого события он недолго (несколько месяцев) проходил в школу, однако, не чувствуя тяги к учёбе, бросает школу и устраивается учеником в мастерскую известного персидского портретиста Хуссейна Пейкар-Негара на тегеранском базаре, тоже ученика Моллы Али, в которой проработал 12 лет. Здесь он развивал своё мастерство и зарабатывал себе на жизнь, так как после смерти отца семья не могла его обеспечивать. С 18 лет работает самостоятельно в собственной мастерской, занимаясь копированием под заказ старых миниатюр времён династий Сефевидов и Тимуридов. Благодаря этой работе он смог освоить правила и стиль старых мастеров персидской миниатюры, в том числе и Кемаледдина Бехзада, Резы Аббасии — кумиров живописца: «Моё изучение различных стилей миниатюры было направлено на то, чтобы создать новый иранский стиль, соответствующий требованиям современного искусства. Миниатюра постепенно исчезала, и я стремился спасти её от забвения». Работал он так искусно, что немногие могли отличить копию от оригинала.

## Взрослая жизнь
В 1915 году иллюстрирует книгу Низами (сейчас находится в Британском музее), благодаря чему о нём узнают в Европе. В 1918 году он едет через Тифлис в Европу для продажи этих иллюстраций (поездка длилась 70 дней). В 1934-35 годах 13 месяцев проводит в Париже, в течение которых он изучал западную и восточную живопись в музеях Лувра, Версаля и Гима. В результате Хусейн создал новый стиль персидской миниатюры.
Сам художник говорит об этом путешествии так: «Мой талант расцвёл, я осознал свои способности, мои пальцы достигли нового уровня передачи ощущений и переживаний». На этом закончился период копирования мастеров древности. Новый стиль был применён после возвращения в Иран в 1936 году для иллюстрации рубайат Омара Хайяма. Эти иллюстрации до 1970 года можно было увидеть только на выставках (например, в 1957 году в Вашингтоне и Нью-Йорке), а в 1970 году бригадный генерал Хуссейн-Али Нури Эсфандайри включил их в свою книгу об Омаре Хайяме. Эсфандайри описывал миниатюры Беххада как «поэзию в нарисованных образах».
В 1946 году начинает работать в музее Бастан (перс. Edāra-ye Bāstān-šenāsī‎) и преподавать в тегеранской школе искусств (перс. Honarestān-e Honarhā-ye Zībā-ye Pesarān o Doḵtarān‎). В этот период создаётся много миниатюр, в том числе иллюстраций произведений Фирдоуси и Хафиза. В 1948 году начал работать в музее изобразительных искусств..

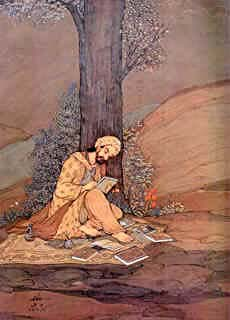
Миниатюра «Авиценна» работы Хусейна Бехзада

В 1953 году в связи с празднованием тысячелетия Авиценны в Иранском музее древностей состоялась личная выставка Бехзада, привлёкшая востоковедов из 64 стран. Турецкий миниатюрист Солхейл Анвар в Стамбульской газете «Ватан» написал: «Бехзад, этот выдающийся художник, принадлежит не только Ирану, но и всему миру». Много хвалебных отзывов было напечатано и во французских газетах.
В 1950-х имя Хусейан Бехзада становится всемирно известным благодаря ряду выставок в Лондоне, Бостоне, Париже, Праге, Вашингтоне, Нью-Йорке и Брюсселе, а также в Индии и Японии.
В 1959 году получил специальную пенсию от Парламента страны.

## Семья
Жена — Азиза (женился в 1918 году, по другим данным в 1921), единственный сын — Парвиз. Дед художника был из Шираза. Отец — Мирза Фазл-Аллах Эсфахани из Исфахана был художником по созданию расписных ручек.

## Смерть и похороны
Перед смертью художник долго болел, был прикован к постели, был всеми забыт и сильно нуждался. Жалуясь своему другу, Бехзад говорил: «А ведь когда я умру, вы увидите, какой поднимется шум, какие пышные похоронные шествия будут шествовать к моей могиле, чтобы почтить мою память». В 8 часов 40 минут 13 октября 1968 года великого художника не стало. Он похоронен на кладбище возле Имамзаде Абдулла в городе Рее, что неподалёку от Тегерана.

## Память
Именем художника назван один из павильонов дворца Саадабад — музей Бехзада, где выставлена большая часть его работ.

## Наследие
Хусейн Бехзад вдохнул новое дыхание в умирающую персидскую миниатюру, создав три новых стиля, обогатив древнее искусство новым подходом к использованию красок. Написал более 400 картин. Считается одним из немногих иранских живописцев, который смог, плодотворно работая с традиционной персидской миниатюрой, иметь свой собственный стиль, отчасти построенный на опыте западных мастеров.

## Выставки
- 1952: Fine Arts Museum
- 1954: Auditirium & Iran Bastan Museum к тысячелетию Авиценны
- 1956: Iran-America Society
- 1956: Iran-German Society
- 1957: Abadan
- Mehregan Club : несколько выставок
- Abadan
- Tehran University
- The New Iran Bastan Museum[3]

## Награды
1. Первая медаль Министерства культуры Ирана, 1949
2. Диплом за лучшую картину на 15-м конкурсе искусств на Олимпийских играх в Хельсинки в 1952 году
3. Медаль Авиценны Иранского национального музей за выставку Бехзада приуроченную к тысячелетию Авиценны
4. Почётная грамота бельгийской международной выставки 1958 года
5. Первая медаль Международного конкурса живописи в Минеаполисе в 1958 году (участвовало 230 художников из 97 стран)
6. Первая медаль искусств департамента искусств
7. Специальная пенсия от парламента в 1965 году.[5]
8. Почётная медаль искусств факультета декоративного искусства в последний год его жизни — 1968[3], с присвоением почётного звания мастер (перс. ostād‎) высшей школы прикладного искусства.[5]